# Вірджинія Рузіч
Вірджинія Рузіч (рум. Virginia Ruzici) —  румунська тенісистка, чемпіонка Ролан-Гарросу в одиночному та парному розрядах.
Рузічі входила в чільну двадцятку рейтингу WTA з 1977 по 1983 роки. Зоряним для неї видався 1978 рік, в якому вона перемогла на ґрунтових кортах Ролан-Гарросу як в одиночному розряді, так і у парному, причому її партнеркою в парі була суперниця одиночного фіналу Міма Яушовець із Югославії.
Рузічі працює менеджером Симони Халеп.

## Фінали турнірів Великого шолома

### Одиночний розряд
| Результат | Рік  | Турнір      | Поверхня | Супротивниця  | Рахунок  |
| --------- | ---- | ----------- | -------- | ------------- | -------- |
| Перемога  | 1978 | French Open | Ґрунт    | Міма Яушовець | 6–2, 6–2 |
| Поразка   | 1980 | French Open | Ґрунт    | Кріс Еверт    | 0–6, 3-6 |

### Пари
| Результат | Рік  | Турнір      | Поверхня | Партнерка     | Супротивниці                           | Рахунок             |
| --------- | ---- | ----------- | -------- | ------------- | -------------------------------------- | ------------------- |
| Перемога  | 1978 | French Open | Ґрунт    | Міма Яушовець | Гейл Шерріфф Ловера Леслі Тернер Баурі | 6–4, 6–3            |
| Поразка   | 1978 | Wimbledon   | Трава    | Міма Яушовець | Керрі Мелвілл Рід Венді Тернбулл       | 6–4, 8–9(8–10), 3–6 |

### Мікст
| Результат | Рік  | Турнір      | Поверхня | Партнер         | Супротивники                 | Рахунок        |
| --------- | ---- | ----------- | -------- | --------------- | ---------------------------- | -------------- |
| Поразка   | 1978 | French Open | Ґрунт    | Патріс Домінгес | Рената Томанова Павел Сложил | 6–4, 6–7 прип. |
| Поразка   | 1979 | French Open | Ґрунт    | Йон Циріак      | Венді Тернбулл Боб Г'юїтт    | 3–6, 6–2, 3–6  |

## Зовнішні посилання
- Досьє на сайті WTA [Архівовано 18 липня 2018 у Wayback Machine.]

## Виноски
1. ↑  Collins B. The Bud Collins History of Tennis: An Authoritative Encyclopedia and Record Book — 2 — NYC: New Chapter Press, 2010. — P. 707. — ISBN 978-0-942257-70-0

| Тенісист | Це незавершена стаття про тенісиста чи тенісистку. Ви можете допомогти проєкту, виправивши або дописавши її. |